# Canal Blau
Canal Blau es un canal de televisión abierta español que forma parte del Consorcio Teledigital del Garraf junto a Maricel TV.
Ha ganado varios premios como mejor televisión local catalana y ha obtenido un premio Octubre en el año 2000 al mejor vídeo corporativo y de promoción de imagen de medios de comunicación.

## Historia
El 8 de febrero de 2000 se estrenó Canal Blau Información. El canal consolidó una parrilla de programación basada en noticiarios locales y comarcales, acompañada con la vertiente radiofónica, Canal Blau FM, y la prensa digital con El Sol Blau. En la Navidad de 2000, realizó La Maratón de Canal Blau en la que se recaudaron 700 000 pesetas y material para dos escuelas de educación especial del Sahara.
Con el inicio de las emisiones de prueba del canal digital terrestre de Antena 3, en diciembre de 2001, Canal Blau entró en conflicto con esta cadena estatal por el canal 49, una frecuencia que desde 1990 utilizaba la emisora municipal. En mayo de 2006 Canal Blau empieza a emitir desde la frecuencia 28 UHF, ya que Antena 3 interfería con su señal.
Desde sus inicios, Canal Blau se caracterizó por retransmitir el Carnaval  a lo largo de toda la rúa festiva. Así como lo hiciera con el de Sitges, también lo hace desde hace años con el de Villanueva y Geltrú y el del resto de municipios del Garraf y Panadés. Pero no solo se encarga de carnavales, también de las fiestas mayores del resto de la comarca.
El canal también realiza retransmisiones deportivas comarcales, sobre todo en el ámbito futbolístico y en el hockey, apoyando principalmente al Club Patí Villanueva.
En 2011, en plena crisis, el ayuntamiento de Villanueva y Geltrú estudió una reformulación de la televisión comarcal pública, Canal Blau y Maricel Televisión.